# Villargordo del Cabriel
Villargordo del Cabriel, en castillan et officiellement (Villargordo del Cabriol en valencien), est une commune de la province de Valence, dans la Communauté valencienne, en Espagne. Elle est située dans la comarque de Requena-Utiel et dans la zone à prédominance linguistique castillane. Sa population s'élevait à 654 habitants en 2013.

## Géographie

Localisation de Villargordo del Cabriel
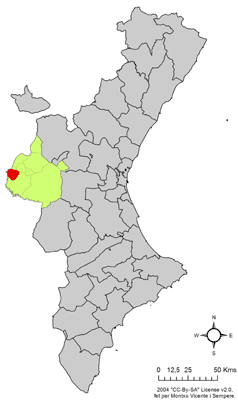
dans la Communauté valencienne.
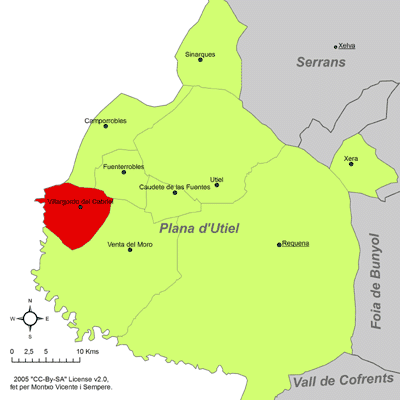
dans la comarque de Requena-Utiel.

### Localités limitrophes
Le territoire communal de Villargordo del Cabriel est voisin de celui des communes suivantes :
Venta del Moro, Camporrobles, Fuenterrobles, dans la province de Valence ; Mira, Minglanilla dans la province de Cuenca.

## Démographie
| 1990 | 1992 | 1994 | 1996 | 1998 | 2000 |
| ---- | ---- | ---- | ---- | ---- | ---- |
| 852  | 803  | 770  | 739  | 694  | 719  |

| 2002 | 2004 | 2005 | 2007 | 2013 | - |
| ---- | ---- | ---- | ---- | ---- | - |
| 702  | 719  | 699  | 664  | 654  | - |

### Sources
- (es) Cet article est partiellement ou en totalité issu de l’article de Wikipédia en espagnol intitulé « Villargordo del Cabriel » (voir la liste des auteurs).